# Pitcairnia micheliana
Pitcairnia micheliana là một loài thực vật có hoa trong họ Bromeliaceae. Loài này được Andrews miêu tả khoa học đầu tiên năm 1901.